# Łowcy smoków (manga)
Łowcy smoków (jap. 空挺ドラゴンズ Kūtei doragonzu) – manga autorstwa Taku Kuwabary, publikowana na łamach magazynu „Good! Afternoon” wydawnictwa Kōdansha od czerwca 2016 roku.
Na podstawie mangi studio Polygon Pictures wyprodukowało anime, które zostało udostępnione w serwisie Netflix Japan 9 stycznia 2020. Tego samego dnia serial miał również premierę w bloku programowym +Ultra w stacji Fuji TV, gdzie był emitowany co tydzień do 26 marca 2020.
W Polsce mangę wydaje wydawnictwo Studio JG.

## Bohaterowie
- Mika (jap. ミカ)

Seiyū: Tomoaki Maeno 
- Takita (jap. タキタ)

Seiyū: Sora Amamiya 
- Jiraud (jap. ジロー Jirō)

Seiyū: Sōma Saitō 
- Vanabelle (jap. ヴァナベル Vanaberu)

Seiyū: Kana Hanazawa 
- Gibbs (jap. ギブス Gibusu)

Seiyū: Junichi Suwabe 
- Crocco (jap. クロッコ Kurokko)

Seiyū: Tomokazu Seki 
- Niko (jap. ニコ)

Seiyū: Takahiro Sakurai 
- Berko (jap. バーコ Bāko)

Seiyū: Kōsuke Toriumi 
- Capella (jap. カペラ Kapera)

Seiyū: Rie Kugimiya 
- Gaga (jap. ガガ)

Seiyū: Kentarō Kumagai 
- Faye (jap. フェイ Fei)

Seiyū: Makoto Furukawa 
- Badakin (jap. バダキン)

Seiyū: Takashi Matsuyama 
- Oken (jap. オーケン Ōken)

Seiyū: Shunsuke Takeuchi 
- Soraya (jap. ソラヤ)

Seiyū: Yūto Uemura 
- Mayne (jap. メイン Mein)

Seiyū: Chinatsu Akasaki 
- Hiro (jap. ヒーロ Hīro)

Seiyū: Junya Enoki 
- Yoshi (jap. ヨシ)

Seiyū: Kazuhiko Inoue 
- Lee (jap. リー Rī)

Seiyū: Hiroo Sasaki 
- Katja (jap. カーチャ Kācha)

Seiyū: Ayane Sakura 
- Nanami (jap. ナナミ)

Seiyū: Sayaka Senbongi 
- Ascella (jap. アスケラ Asukera)

Seiyū: Maaya Sakamoto 
- Ura (jap. ウラ爺 Ura-jii)

Seiyū: Kiyonobu Suzuki 

## Manga
Pierwszy rozdział mangi został opublikowany 7 czerwca 2016 w magazynie „Good! Afternoon”. Następnie wydawnictwo Kōdansha rozpoczęło zbieranie rozdziałów do wydań w formacie tankōbon, których pierwszy tom ukazał się 7 listopada tego samego roku. Według stanu na 6 września 2024, do tej pory wydano 18 tomów. 
W Polsce licencję na wydawanie mangi zakupiło Studio JG. 
| Nr | Język japoński   | Język japoński         | Język polski         | Język polski           |
| Nr | Data wydania     | ISBN                   | Data wydania         | ISBN                   |
| -- | ---------------- | ---------------------- | -------------------- | ---------------------- |
| 1  | 7 listopada 2016 | ISBN 978-4-06-388204-9 | 23 października 2020 | ISBN 978-83-8001-633-0 |
| 2  | 1 maja 2017      | ISBN 978-4-06-388255-1 | 27 stycznia 2021     | ISBN 978-83-8001-688-0 |
| 3  | 7 listopada 2017 | ISBN 978-4-06-510319-7 | 26 kwietnia 2021     | ISBN 978-83-8001-727-6 |
| 4  | 7 maja 2018      | ISBN 978-4-06-510319-7 | 29 sierpnia 2021     | ISBN 978-83-8001-782-5 |
| 5  | 7 listopada 2018 | ISBN 978-4-06-513454-2 | 31 grudnia 2021      | ISBN 978-83-8001-844-0 |
| 6  | 7 maja 2019      | ISBN 978-4-06-515527-1 | 28 czerwca 2022      | ISBN 978-83-8001-906-5 |
| 7  | 7 listopada 2019 | ISBN 978-4-06-517587-3 | 28 listopada 2022    | ISBN 978-83-8001-944-7 |
| 8  | 6 marca 2020     | ISBN 978-4-06-518878-1 | 21 lutego 2023       | ISBN 978-83-8257-090-8 |
| 9  | 7 września 2020  | ISBN 978-4-06-520746-8 | 24 kwietnia 2023     | ISBN 978-83-8257-178-3 |
| 10 | 5 marca 2021     | ISBN 978-4-06-522496-0 | 29 czerwca 2023      | ISBN 978-83-8257-201-8 |
| 11 | 5 sierpnia 2021  | ISBN 978-4-06-524377-0 | 28 sierpnia 2023     | ISBN 978-83-8257-235-3 |
| 12 | 7 stycznia 2022  | ISBN 978-4-06-526554-3 | 22 kwietnia 2024     | ISBN 978-83-8257-265-0 |
| 13 | 7 lipca 2022     | ISBN 978-4-06-528159-8 | 23 września 2024     | ISBN 978-83-8257-521-7 |
| 14 | 7 grudnia 2022   | ISBN 978-4-06-529932-6 | —                    |                        |
| 15 | 8 maja 2023      | ISBN 978-4-06-531479-1 | —                    |                        |
| 16 | 7 listopada 2023 | ISBN 978-4-06-533688-5 | —                    |                        |
| 17 | 5 kwietnia 2024  | ISBN 978-4-06-535016-4 | —                    |                        |
| 18 | 6 września 2024  | ISBN 978-4-06-536764-3 | —                    |                        |

## Anime
Adaptacja anime w postaci serii ONA została zapowiedziana 15 marca 2019. Serial został zanimowany przez studio Polygon Pictures i wyreżyserowany przez Tadahiro Yoshihirę, kompozycją serii zajął się Makoto Uezu, postacie zaprojektowała Kyoko Kotani, a muzykę skomponował Masaru Yokoyama. Premiera 12-odcinkowego serialu w serwisie Netflix Japan miała miejsce 9 stycznia 2020, tego samego dnia serial rozpoczął cotygodniową emisję w stacji Fuji TV w bloku programowym +Ultra, a także na kanałach KTV, THK, TNC, UHB i BS Fuji. Yoh Kamiyama wykonał motyw otwierający serię „Gunjō”, a Akai Ko-en motyw kończący serię „Zettai reido”. Serial liczył 12 odcinków. Światowa premiera serialu w serwisie Netflix odbyła się 30 kwietnia 2020.

### Lista odcinków
| N/o | Tytuł                                                                                           | Premiera        |
| --- | ----------------------------------------------------------------------------------------------- | --------------- |
| 1   | Quin Zaza Quin Zaza gō (クィン・ザザ号)                                                         | 9 stycznia 2020 |
| 2   | Znalezisko i mały smok alla diavola Shōkin to kyokushō ryū no akuma kaze (賞金と極小龍の悪魔風) | 9 stycznia 2020 |
| 3   | Lśniący smok Hikaru ryū to (光る龍と)                                                           | 9 stycznia 2020 |
| 4   | Powody do latania i terrina ze smoka Jūsen riyū to ryū no terrine (乗船理由と龍のテリーヌ)      | 9 stycznia 2020 |
| 5   | Podniebni piraci i pastrami Kūchū kaizoku to pastrama (空中海賊とパストラマ)                    | 9 stycznia 2020 |
| 6   | Festiwal i smoczy lagman Matsuri to ryū niku no te nobe shiru men (祭りと龍肉の手延べ汁麺)      | 9 stycznia 2020 |
| 7   | Katastrofa i jadalne smoki Taisai to kueru ryū (大災と食える龍)                                 | 9 stycznia 2020 |
| 8   | Operacja zgładzenia szalejącego smoka Abare ryū hokaku sakusen (暴れ龍捕獲作戦)                 | 9 stycznia 2020 |
| 9   | Gulasz i kotlet ze smoka Takidashi no kama ni to ryū no cutlet (炊き出しの釜煮と龍のカツレツ)   | 9 stycznia 2020 |
| 10  | Wędrowne smoki i głębiny otchłani Watari ryū to tani no soko (渡り龍と谷の底)                   | 9 stycznia 2020 |
| 11  | Bigos ze smoczego mózgu Chiisai ryū to ryū nō no ryoushi nabe (小さい龍と龍脳の猟師鍋)          | 9 stycznia 2020 |
| 12  | Smoczy korytarz Ryū no kairō (龍の回廊)                                                         | 9 stycznia 2020 |

## Nagrody
Anime zostało nominowane do 52. Nagrody Seiun w kategorii Media za rok 2021.